# Stan Pearson
Stanley Clare Pearson (* 11. Januar 1919 in Salford, England; † 17. Februar 1997 in Alderley Edge, Cheshire) war ein englischer Fußballspieler.

## Karriere
Der Engländer wurde 1935 als Amateur von Manchester United verpflichtet. 1937 bekam Pearson dann einen Profivertrag bei den Red Devils. Sein Debüt gab er gegen den FC Chesterfield 1937. Im Zweiten Weltkrieg diente er in der Britischen Armee. Er wurde 1948 englischer Pokalsieger und 1953 englischer Meister. Er beendete seine Karriere 1953 nach dem Titel. In der ewigen Torschützenliste von ManUtd ist Pearson mit 148 Toren an zehnter Stelle nur zwei Tore hinter Ruud van Nistelrooy.

### Stationen
- Manchester United (343 Spiele / 148 Tore)

### Erfolge
- Englischer Meister: 1952/53
- Englischer Pokalsieger: 1947/48